# Bactrocera nigra
Bactrocera nigra är en tvåvingeart som först beskrevs av Tryon 1927.  Bactrocera nigra ingår i släktet Bactrocera och familjen borrflugor. Inga underarter finns listade.